# Masamune-kun no Revenge
Masamune-kun no Revenge (jap. 政宗くんのリベンジ, Masamune-kun no Ribenji, dt. „Masamunes Rache“) ist eine Manga-Serie der Autorin Hazuki Takeoka und der Zeichnerin Tiv. Sie erscheint seit 2012 in Japan bei Ichijinsha und wurde 2017 als Anime-Fernsehserie adaptiert, die auch auf Deutsch erschien und als Masamune-kun's Revenge bekannt wurde. Der Manga ist in die Genres Romantik, Comedy und Shōnen einzuordnen.

## Handlung
Als Masamune Makabe (真壁 政宗) an seine neue Oberschule kommt, ist er ein gutaussehender, sportlicher Jugendlicher. Dafür hatte er die Jahre zuvor hart trainiert und Diät gehalten, denn als dicker Junge wurde er in der Grundschule von vielen gehänselt. Nun will er sich selbst beweisen, wie beliebt er mit seinem neuen Äußeren werden kann – und muss doch stets Verlockungen wie denen von seiner verfressenen kleinen Schwester widerstehen. Vor allem aber möchte sich Masamune an Aki Adagaki (安達垣 愛姫) rächen. Das hübsche und umschwärmte Mädchen aus reichem Haus war früher die einzige, die sich mit ihm angefreundet hat. Doch als er sich in die verliebte, wies sie ihn wie alle anderen ab. Nun will Masamune sie in sich verlieben lassen, um sie schließlich abzuservieren.
Sein Plan stellt sich als schwieriger heraus als gedacht, denn Adagaki ist in der Schule berüchtigt für ihre grobe Abweisung all ihrer Verehrer: Sie will nicht nur keine Beziehung, sondern demütigt die in sie Verliebten auch noch vor der ganzen Schule. Masamune will daher vorsichtig sein und kundschaftet sie zunächst aus. Er erfährt, dass Adagaki unter den Mädchen sehr beliebt ist und in der tollpatschigen, niedlichen Yoshino Koiwai (小岩井 吉乃) eine persönliche Gehilfin hat, die ihr überall hin folgt. Ihre Familie dient der von Adagaki schon über Generationen. Außerdem isst Adagaki heimlich unglaublich große Mengen, da nichts ihren Hunger stillen kann.
Yoshino bemerkt als einzige schnell Masamune Identität, will ihm bei seinem Plan aber helfen. Sie glaubt, eine Enttäuschung könnte Adagakis arroganter Persönlichkeit gut tun. Mit ihrer Hilfe kann Masamune Adagaki ausgehen und nach einiger Zeit entwickelt diese tatsächlich Gefühle für ihn. Doch dann taucht unvermittelt Neko Fujinomiya (藤ノ宮 寧子) auf, eine neue Mitschülerin, die Masamune den Hof macht. Sie gibt vor ihn zu kennen, doch Masamune ist sie unbekannt. Zwar ist sie körperlich schwach, doch gutaussehend und sehr hartnäckig. Masamune wird von Yoshino gedrängt, sich umso mehr um Adagaki zu bemühen und Fujinomiya abzulehnen. Bei einem Ausflug mit Freunden in den Sommerferien gelingt es ihm sogar, dass Adagaki Masamune als ihren Liebhaber ausgibt, um ihren Stolz zu wahren.
Fujinomiyas falsche Geschichten darüber, wie sie sich kennen gelernt haben sollen und ihre Anhänglichkeiten gehen Masamune jedoch nicht aus dem Kopf. Fast will er seinen Racheplan aufgeben und auf Fujinomiyas Werben eingehen. Doch als ihm dieses auch künstlich vorkommt, lehnt er sie endgültig ab. Kurz darauf verschwindet sie und wird erst nach gemeinsamer Suche der Freunde gefunden. Wegen ihres schlechten Gesundheitszustands muss sie ins Krankenhaus. Dieser, so gesteht sie Masamune dort ein, war auch der Grund, ihm ihre Liebe zu gestehen. Sie wollte einmal in ihrem wahrscheinlich kurzen Leben echte Liebe erleben. Dafür habe sie ihn zufällig ausgewählt. Obwohl er sie abgewiesen hat, ist sie glücklich über die Erfahrungen, die sie gemacht hat.
Gerade als dieses Problem für Masamune gelöst ist, taucht bei Adagaki ein Junge auf, der so aussieht wie er als Kind – kleiner und pummelig – und sich zunächst als Masamune vorstellt. Tatsächlich ist er Kanetsugu Gasō (雅宗 兼次), Spross einer verarmten Familie, der Adagaki versprochen wurde. Er wird sofort als Verlobter akzeptiert, auch von Adagaki. Sie erinnert er an den Masamune von früher, den sie gerade wegen seiner Pummeligkeit mochte und sich in ihn verliebt hatte. Am Ende der Sommerferien wieder in der Schule wird Masamune von dieser Entwicklung völlig überrascht und versucht verzweifelt herauszufinden, wieso Adagaki Kanetsugu als Verlobten und nun auch ständigen Begleiter in der Schule akzeptiert. Auch Adagakis Freundinnen, die bisher von ihrer Ablehnung aller Männer begeistert waren, sind zunächst erschrocken. Doch auch sie kann Kanetsugu auf seine Seite ziehen, indem er versichert nicht an Adagakis Körper interessiert zu sein, sondern nur in die reiche Familie einheiraten zu wollen.
Als bald darauf das Schulfest stattfinden soll, wollen sowohl die Klasse von Masamune und Fujinomiya als auch die von Adagaki, Yoshino und Kanetsugu Schneewittchen aufführen. So kommt es zum Wettkampf beider Klassen, bei dem Masamune und Kanetsugu auch bestimmen wollen, wer mit Adagaki beim Ball tanzen darf. Adagakis Freundinnen versuchen den Erfolg ihrer Konkurrenz zu verhindern, indem sie Masamune einsperren, und auch Yoshino führt mit Kanetsugu den gleichen Plan aus – beide sollen je den Prinzen spielen. Schließlich kommt Masamune frei und springt, weil ihm Adagaki leid tut, bei deren Stück als Prinz ein. Danach bricht er wegen einer Erkältung zusammen und seine Klasse muss ihr Stück absagen. Das Unentschieden lässt beide Klassen unzufrieden zurück und der Streit zwischen Kanetsugu und Masamune bleibt ohne Entscheidung.

## Veröffentlichung
Der Manga erscheint seit 27. Oktober 2012 im Magazin Monthly Comic Rex des Verlags Ichijinsha in Japan. Dieser brachte die Kapitel auch in bisher zwölf Sammelbänden heraus. Band 8 verkaufte sich im Januar 2017 in der ersten Woche über 18.000 Mal, der zehnte Band über 44.000 Mal in zwei Wochen. Die ersten beiden Bände waren zur gleichen Zeit – in der auch die Anime-Fernsehserie startete – erneut unter den meistverkauften Mangas in Japan und wurden je etwa 60.000 Mal verkauft.
Seven Seas Entertainment veröffentlicht eine englische Übersetzung der Serie und Tong Li Publishing eine chinesische in Taiwan.
Die beiden Künstlerinnen schufen eine Light Novel namens Masamune-kun no Re-nantoka (政宗くんのリ○○○, „Masamunes Ra-wasauchimmer“) zum Manga mit einem Band. Dieser erschien bei Ichijinsha am 20. Dezember 2013.

## Anime-Adaption
Beim Studio Silver Link entstand unter der Regie von Mirai Minato eine Adaption des Mangas als Anime für das japanische Fernsehen. Hauptautorin war Michiko Yokote, die zusammen mit Kento Shimoyama die Drehbücher schrieb. Das Charakterdesign stammt von Yuki Sawairi und die künstlerische Leitung lag bei Minoru Maeda.
Die erste Staffel der Serie wurde vom 5. Januar bis 23. März 2017 erstmals auf Tokyo MX gezeigt, sowie mit einem Versatz von vier Tagen auch im Programm der Sender KBS Kyōto, Sun Television, AT-X und BS Fuji. Die Plattform Crunchyroll veröffentlichte den Anime per Simulcast und Streaming mit Untertiteln in mehreren Sprachen, darunter auch Deutsch als Masamune-kun’s Revenge. Funimation Entertainment brachte per Streaming parallel zur japanischen Ausstrahlung eine englisch synchronisierte Fassung heraus. Eine zweite Staffel startete am 3. Juli 2023 in Japan sowie parallel international bei Crunchyroll.

### Synchronisation
| Rolle           | japanischer Sprecher (Seiyū) | deutscher Sprecher |
| --------------- | ---------------------------- | ------------------ |
| Masamune Makabe | Natsuki Hanae                | Oliver Szerkus     |
| Aki Adagaki     | Ayaka Ohashi                 | Olivia Büschken    |
| Yoshino Koiwai  | Inori Minase                 | Saskia Glück       |
| Chinatsu Hayase | Asuka Oogame                 | Laura Oettel       |
| Kojuurou Shuri  | Saori Hayami                 | Marie Hinze        |

### Musik
Komponist der Filmmusik war Tatsuya Katō. Die Synchronsprecherin Ayaka Ohashi sang das Vorspannlied Wagamama Mirror Heart (ワガママMIRROR HEART) und für den Abspann wurde der Titel Elemental World von ChouCho verwendet.